# Jagten på Røde Oktober
Jagten på Røde Oktober er en amerikansk spion-thriller fra 1990 instrueret af John McTiernan med Sean Connery og Alec Baldwin i hovedrollerne. Filmen er baseret på romanen af samme navn skrevet af Tom Clancy. 

## Handling
Handlingen foregår under den kolde krig. En ny, teknologisk overlegen sovjetisk atomubåd kaldet Røde Oktober, til minde om bolsjevikkernes magtovertagelse ved den russiske oktoberrevolution i 1917, har under kaptajn Marko Ramius' (Sean Connery) kommando kurs mod den amerikanske kyst. 
Den russiske ubådskaptajn har erkendt, at han ikke kan forlige sig med, at han i en tilspidset situation vil kunne blive beordret til at sende atommissiler mod fjenden. Han beslutter sig for sammen med sin besætning at hoppe af i Vesten og overlade Røde Oktober til den amerikanske regering.

## Medvirkende
- Sean Connery som Marko Ramius.
- Alec Baldwin som Jack Ryan.
- Scott Glenn som Bart Mancuso.
- James Earl Jones som Admiral James Greer.
- Sam Neill som Vasily Borodin.
- Joss Ackland som Andrei Lysenko.
- Richard Jordan som Jeffrey Pelt.
- Peter Firth som Ivan Putin.
- Tim Curry som Dr. Petrov.
- Courtney Vance som Jones.